# Zhang Qian'er
Zhang Qian'er (Chinês: 张乾二; pinyin: Zhāng Qián'èr;) (Chongwu, 15 de agosto de 1928 - Xiamen, 3 de maio de 2020) foi um químico chinês, professor e supervisor de doutorado na Universidade de Xiamen. Zhang era membro do 8º e 9º Comitê Permanente da Conferência Consultiva Política do Povo Chinês. Zhang era membro do 10º, 11º e 12º Comitê Permanente do Partido Democrático dos Camponeses e Trabalhadores da China.

## Biografia
Zhang nasceu em uma família de alta escolaridade na cidade de Chongwu, no condado Hui'an County em Fujian, em 15 de agosto de 1928. Ele frequentou a Jimei High School. Em 1947, ele foi aceito na Universidade de Xiamen, onde se formou em química. Depois de se formar em 1951, tornou-se pós-graduando sob a supervisão de Lu Jiaxi. Depois de concluir um curso de três anos, ele permaneceu na universidade e trabalhou como professor e foi eleito professor associado em 1962 e professor titular em 1978. Durante a Revolução Cultural, sofreu perseguição política. Em 1978, tornou-se reitor da Faculdade de Química e Engenharia Química. Foi nomeado diretor do Instituto de Pesquisa Fujian sobre a estrutura da matéria, Academia Chinesa de Ciências, atuando até 1992.

## Morte
Qian'er morreu em Xiamen, Fujian, em 3 de maio de 2020, aos 91 anos.

## Prêmios e honrarias
- 1982 - Prêmio Estadual de Ciências Naturais.
- 1991 - Membro da Academia Chinesa de Ciências (CAS).
- 2001 - Prêmio de Progresso em Ciência e Tecnologia da Fundação Ho Leung Ho Lee.[4]